# Hacienda Calera de Tango

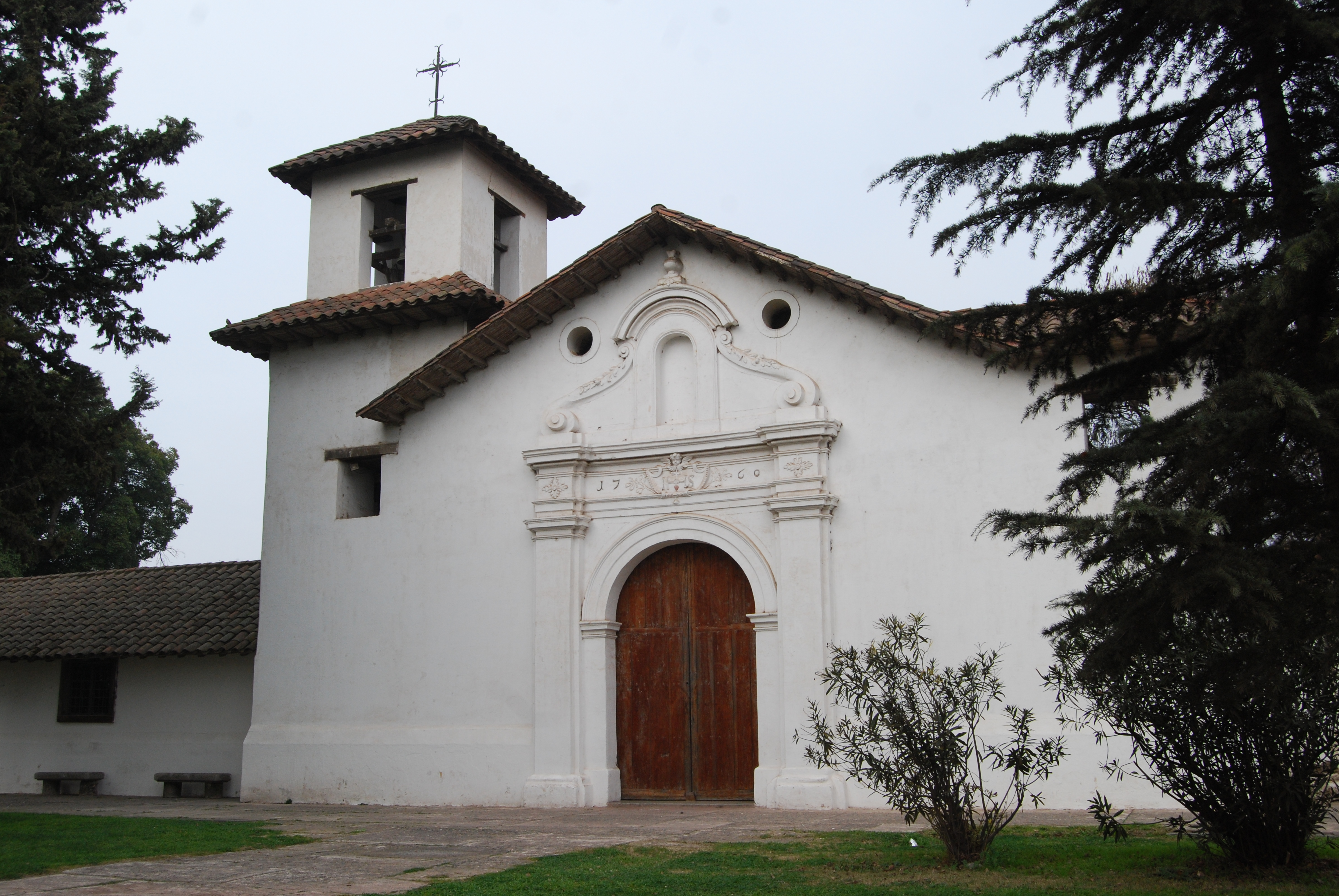
Iglesia de los Jesuitas en Calera de Tango

La Hacienda Calera de Tango es una hacienda histórica chilena, ubicada en la comuna del mismo nombre, en la Región Metropolitana de Santiago, Provincia de Maipo. Fue adquirida por la Compañía de Jesús en 1685 de los mercedarios. A raíz de la expulsión de los jesuitas en 1767, pasó a la corona española, siendo adquirida en un remate por la familia Ruiz Tagle en 1783. En 1912, sus edificios históricos y el parque asociado fueron devueltos a los jesuitas.

## Los orígenes
A la llegada de los españoles, Tango estaba siendo intensamente ocupado por contingentes incásicos, tal como ocurría con otros sectores de las cuencas del Mapocho y del Maipo. Estas tierras y sus moradores fueron objeto de mercedes y encomiendas. En 1546, el general Jerónimo de Alderete y el capitán Juan Fernández de Alderete —al que posteriormente sucedió su yerno Juan de Barros— fueron designados encomenderos de Tango. En 1556, al fallecer Jerónimo de Alderete en su viaje de regreso a Chile después de haber sido nombrado Gobernador de Chile en reemplazo de Pedro de Valdivia, su viuda, Esperanza de Rueda, heredó las tierras de Tango y gozó de la encomienda de indios hasta su muerte en 1592.  Más adelante, el Cabildo de Santiago entregó mercedes de tierras en el sector a numerosos conquistadores en retribución a sus servicios. Por ejemplo, en 1578, el Gobernador Rodrigo de Quiroga otorgó a Alonso de Miranda una merced de tierras «…en términos de la ciudad de Santiago, en el valle de Tango, yendo de la ciudad al vado del río de Maipo, pasados los cerrillos que llama de Tango, sobre mano derecha, en las tierras que llaman de Malloa, que linda con los cerros de las caleras hasta la punta que llega en tierras de Paucoa, en lo llano he dicho valle, había tierras vacas y sin perjuicio…».
Con base en la «Relación de las bateas que tienen de tasa los vecinos de esta ciudad de Santiago conforme a la tasa del Licenciado Hernande de Santillán», de 1569, Mario Góngora menciona las siguientes encomiendas y pueblos de indios en «Tango»: Esperanza de Rueda, viuda de Jerónimo de Alderete, por mitades; Juan de Barros, la otra mitad. Tomás Durán aparece como posible sucesor de Esperanza de Rueda, fallecida en 1592. En la relación de ingresos («cargos») de las encomiendas cercanas a Santiago, aparecen «don Alonso» (probablemente Alonso de Sotomayor) y Juan de Barros en 1618, a los que se agrega «doña Esperanza» en 1639. En las nóminas de 1655, aparece Tomás Calderón como encomendero de Tango (sucesor de Tomás Durán a partir de 1612 y con confirmación de la encomienda en 1633) siendo significativo el que «sus» indios «están» en una propiedad de Quillota. Se comienza a anunciar así la crisis de la encomienda.
En Tango también se asentaron congregaciones religiosas, como la de los augustinos, en el faldeo sur del Cerro Chena, y las monjas de Santa Clara, con una estancia al oriente del cerro de Lonquén, así como la Orden de la Merced, con una propiedad situada a la par de la anterior, constituida sobre la base de tierras compradas a las viudas de Andrés de Toro y de Diego Gil Negrete, respectivamente.

## Los jesuitas
La Compañía de Jesús compró la propiedad de los mercedarios en 1685, agregándole terrenos adicionales comprados a otros propietarios del sector, hasta conformar una gran hacienda de 2300 cuadras (aproximadamente 3450 hectáreas) de extensión. La propiedad incluía las minas de cal del cerro Lonquén, cuya explotación permitió a los jesuitas pagar en pocos años las tierras adquiridas, dando origen así, a fines del siglo XVII al nombre de «Calera de Tango».
Al momento de su adquisición por los jesuitas, el predio contaba con algunas construcciones de adobe levantadas por los mercedarios para las actividades agrícolas, a las que agregaron nuevos depósitos y viviendas para los mineros. Estas construcciones resultaron dañadas como consecuencia del terremoto de 1730. A fin de elevar la actividad de la hacienda, a partir de 1724 se instaló un primer grupo de sacerdotes y hermanos coadjutores de origen bávaro, a los que en 1748 se integró un segundo grupo bajo la dirección del padre Carlos Haymhausen. Entre ellos se contaban artistas y artesanos que hicieron de Calera de Tango un dinámico centro artístico y artesanal, con el consecuente desarrollo y aumento de las casas de la hacienda, que incluían talleres de fundición, relojería, mueblería, platería, hilandería, etc. Las casas fueron reconstruidas y ampliadas en el período 1748-1760. estas casas, así como la iglesia que se terminó en 1760, eran de adobe y tejas.
Las aguas de Río Maipo no llegaron a la zona hasta la primera mitad  de siglo XVIII, por lo que los terrenos secos, cubiertos de espinos y xerófilas, se dedicaban solamente a la ganadería y al cultivo de trigo, aparte de la explotación de las minas de cal, que mantuvieron su importancia hasta mediados del siglo.
Después de la expulsión de los jesuitas en 1767, la Real Junta de Temporalidades se hizo cargo también de la hacienda Calera de Tango, sacando su arriendo a remate. La hacienda fue dada en arriendo por varios períodos de tres años, hasta que, ante el deterioro de la infraestructura hacendal y la disminución de los cánones de arrendamiento, la autoridad a cargo decidió venderla.

## Los Ruiz-Tagle
Los hermanos Bernardo y Francisco Antonio Ruiz de Tagle, oriundos de Ruiloba, llegaron a América del Sur a mediados del siglo XVIII, dedicándose al comercio en Perú y en Chile. Bernardo Ruiz de Tagle murió en 1767 en Oruro, dejando tres hijos varones. Francisco Antonio contrajo matrimonio en 1773, pero enviudó pronto sin sucesión. Protegió a la viuda de su hermano fallecido y a sus sobrinos. Uno de ellos, Manuel Ruiz de Tagle Torquemada, colaboraba en Chile con los negocios de su tío. En 1782, remató para este las haciendas «de la C» y «Lonquén». Se trataba de propiedades contiguas a la hacienda Calera de Tango, que había pertenecido a los jesuitas y que se encontraba en esos años en arriendo.
En marzo de 1783, Francisco Antonio Ruiz de Tagle fundó un mayorazgo que abarcaba la casa de la familia en Santiago, así como ambas haciendas recién adquiridas. Este mayorazgo, que solo debía tener efecto después de los días del fundador, establecía el orden de precedencia de las ramas de la familia en el goce de las propiedades, así como una serie de obligaciones, entre ellas, la de portar el apellido «Ruiz de Tagle». El fundador, además, se reservaba el derecho de modificar en todo o en parte el mayorazgo establecido, derecho del que hizo uso ese mismo año en su testamento. La principal modificación del mayorazgo consistió en incluir la hacienda Calera de Tango, que fue rematada para Francisco Antonio a fines de 1783 por su sobrino Manuel, pagando la mitad del precio de 30.000 pesos al contado y el resto a nueve años plazo, a un 5% anual. Con la vinculación de esta hacienda, el mayorazgo Ruiz-Tagle llegó a medir una extensión de cerca de 6000 cuadras.
Francisco Antonio Ruiz de Tagle falleció en 1793, asumiendo Manuel Ruiz de Tagle Torquemada, cuyo goce duró hasta su muerte en 1800, aunque ya en vida de su tío había comenzado a administrar la propiedad. Le sucedió, a su vez, su primogénito Francisco Antonio Ruiz-Tagle Portales, nacido en 1790 y al que le tocaría participar de los avatares de la Independencia de Chile, desempeñándose como parlamentario y en otros cargos públicos en representación del bando pelucón. Poco antes de fallecer en 1860, había solicitado la desvinculación de las tres haciendas que conformaban el mayorazgo, lo que sin embargo no ocurrió hasta 1864.
El censo de 1895 arrojaba que en la comuna de Calera de Tango los 21 predios mayores ocupaban más de 90% de las tierras. Existían en la época diversas haciendas que José Bengoa califica como de «alta estabilidad», cuya propiedad se mantenía esencialmente en las mismas manos. Tal es el caso también de la hacienda de Calera de Tango que en manos del mayorazgo Ruiz-Tagle abarcó todo el valle y se mantuvo indiviso hasta mediados del siglo XIX. En 1865 se dividió entre los diez hermanos Ruiz-Tagle Larraín. Diez años después, esta antigua propiedad familiar estaba compuesta por las hijuelas de: Las Casas; La Ce; San Vicente; Santo Domingo y la llamada Siete Hijuelas, a la que se sumaba la hijuela Sorrento, de propiedad de un sobrino de los hermanos mencionados. Las otras cinco propiedades pasaron a manos ajenas a la familia. La hijuela de Las Casas, fue legada a Joaquín Ruiz-Tagle Larraín, quien profesó de sacerdote después de la muerte de su padre. Este arrendó la propiedad a los Hermanos de La Salle, quienes establecieron allí una escuela, asumiéndola luego él mismo hasta su muerte en 1912, fecha en que por legado la propiedad volvió a los jesuitas. A fines del siglo XIX, el propietario de la parte central era Pedro Ruiz Tagle García Huidobro. Su hijo, Alfonso Ruiz Tagle Hunneus, empezó a participar en la administración de la hacienda en 1916 y en 1923 compró el fundo San Alfonso de Calera de Tango. En las décadas de 1940 y 1950 fue alcalde y regidor de la comuna. Sus hermanos Carlos, Domingo y José también tuvieron actividades agrícolas y políticas en la zona. En 1930, la parte central de lo que fue la hacienda, abarcaba 1415 hectáreas, de las cuales casi 500 eran planas y de riego. Un parque de 24 hectáreas rodeaba las casas patronales. A fines de la década de 1950, esto es, justo antes de la Reforma Agraria, estas propiedades continuaban en manos de la misma familia.